# 两行轨道要素形式

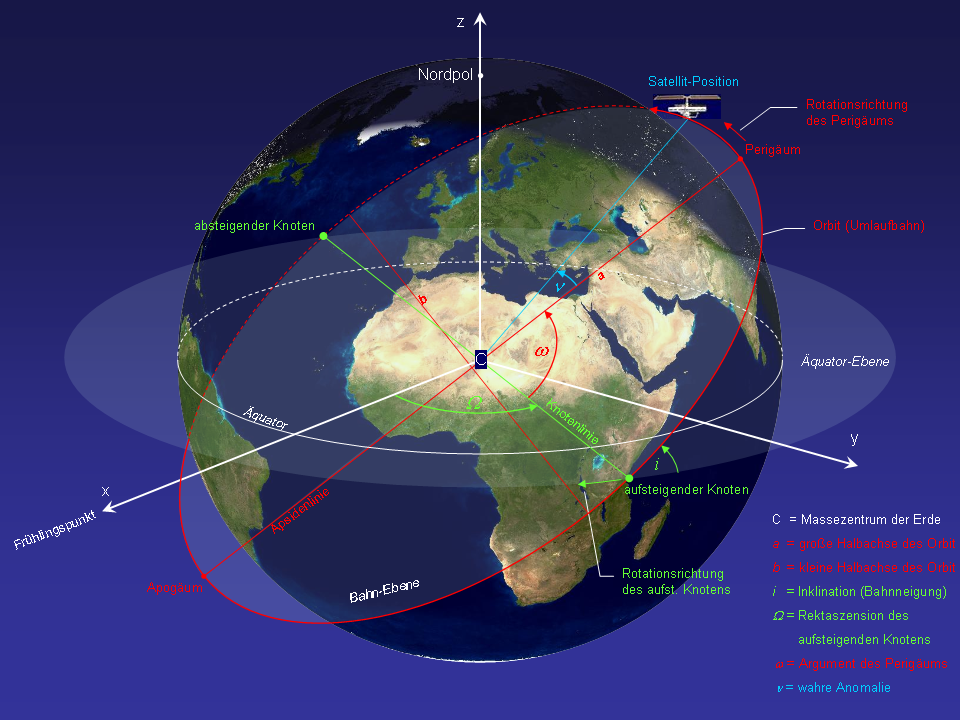
卫星的轨道要素

两行轨道要素形式 (Two-line element set、TLE)是一种轨道编码方式，用于确定给定历元时刻下，绕地运行空间目标的轨道根数。使用合适的预测模型，可以以一定精度估计出目标在轨道上任意一点的位置和速度。TLE轨道根数对应的计算模型是简化普适模型（simplified perturbations models,包括SGP, SGP4, SDP4, SGP8 and SDP8），因此，任何使用TLE数据的算法必须使用一种简化普适模型来准确计算出轨道的参数。
两行轨道要素采用两行80字符的ASCII码来存储数据，这种方式起源于一张卡打印一行的打孔卡。美国空军负责跟踪地球轨道上所有可探测物体，并为每个目标生成相应的TLE轨道根数，并且把非保密目标的TLE数据公布在Space Track网站。事实上，在发布地球轨道目标的轨道要素时，TLE轨道根数是一种事实上的标准。需要注意的是，TLE轨道根数仅可以表述绕地球运行物体的轨道。

另外，在轨道要素行的前面，TLE轨道数据也许会包含一行标题，所以每一组TLE数据也许会占据文本中的三行。但是标题行并不是必需的，因为每一个轨道数据行都包含了一个独一无二的目标编号。